# Sympycnus fuscipennis
Sympycnus fuscipennis är en tvåvingeart som beskrevs av Van Duzee 1930. Sympycnus fuscipennis ingår i släktet Sympycnus och familjen styltflugor. Inga underarter finns listade i Catalogue of Life.